# Vans Authentic

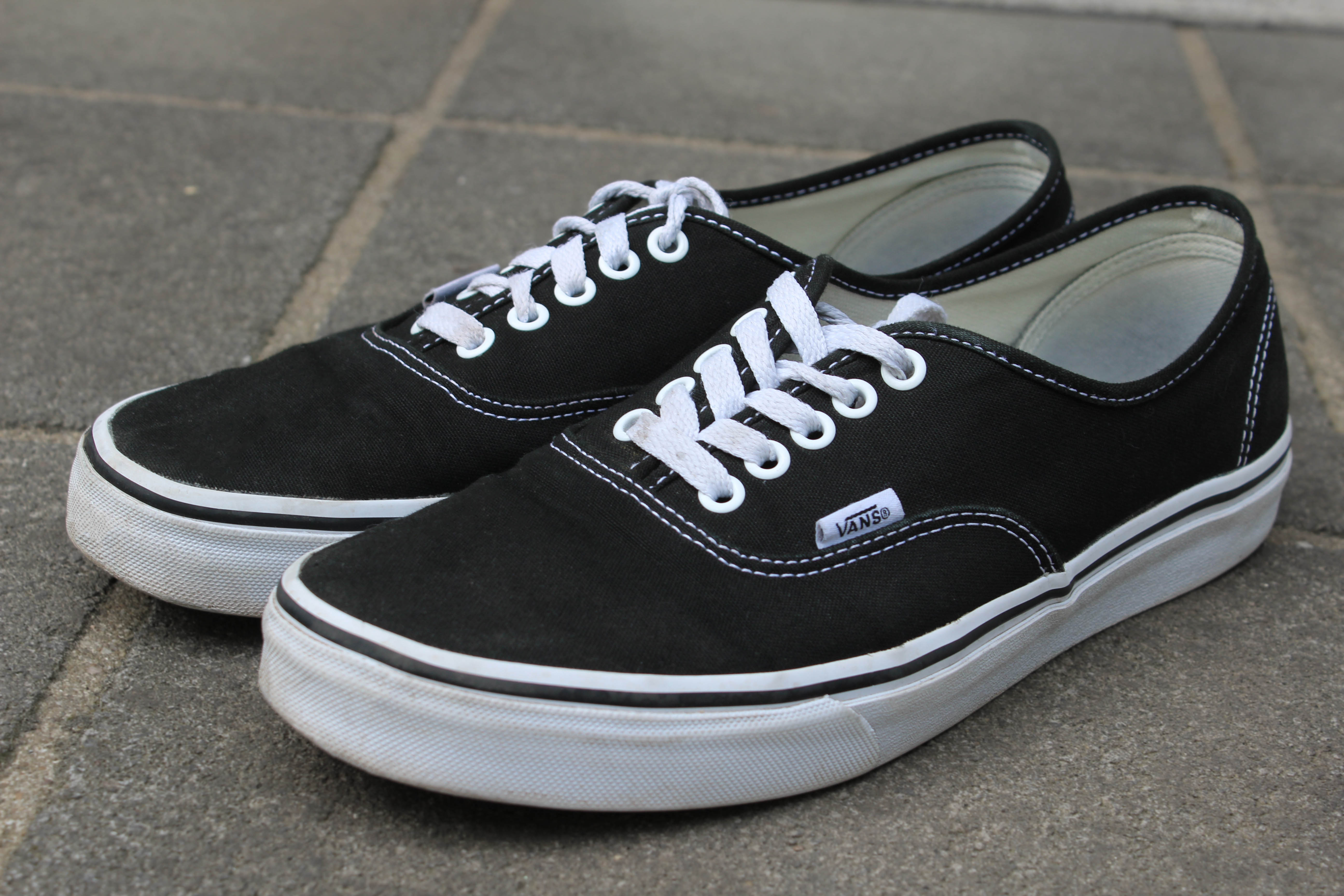
Un paio di Vans Authentic nere

Le Vans Authentic sono il primo modello di scarpe da skate creato e venduto dalla marca di abbigliamento sportivo statunitense Vans. Messe in commercio per la prima volta nel 1966, le Vans Authentic hanno presto acquisito notorietà fino a diventare una delle calzature più riconoscibili non solo nel mondo dello skateboard, ma anche in quello della moda streetwear.

## Descrizione
Le Vans Authentic sono scarpe a caviglia bassa con una tomaia realizzata in tela. Uno degli elementi più caratteristici di queste scarpe è la cucitura, visibile sia all'interno che all'esterno. Le stringhe vengono fatte passare attraverso dieci anelli rinforzati in metallo – cinque per ogni lato; inoltre, sul lato della tomaia, è presente l'iconica etichetta con il logo di Vans, che viene ripreso anche in modelli successivi come le Era e le Slip-On.
La suola delle Authentic è in gomma vulcanizzata; la parte inferiore è caratterizzata da un reticolato in stile "waffle", originariamente realizzato con uno stampo progettato dai fratelli Van Doren. Durante il processo di fabbricazione, la suola viene fatta aderire alla tomaia prima che si raffreddi del tutto.
Create inizialmente come calzature estive da portare al mare, le Vans Authentic, grazie alla buona aderenza offerta dalla suola vulcanizzata, vennero presto adottate dalla comunità di skater.

## Storia
Il 16 marzo 1966 i fratelli Jim e Paul Van Doren fondarono una compagnia dedicata alla creazione e alla vendita di calzature sportive che, all'epoca, portava il nome di "The Van Doren Rubber Company". Il primo negozio gestito dai due fratelli venne aperto nella città di Anaheim, nella California meridionale. Tra i tre modelli venduti ce n'era uno noto come "Vans #44 Deck", che costava 4,49 $ nella sua versione da uomo e 2,29 $ in quella da donna.

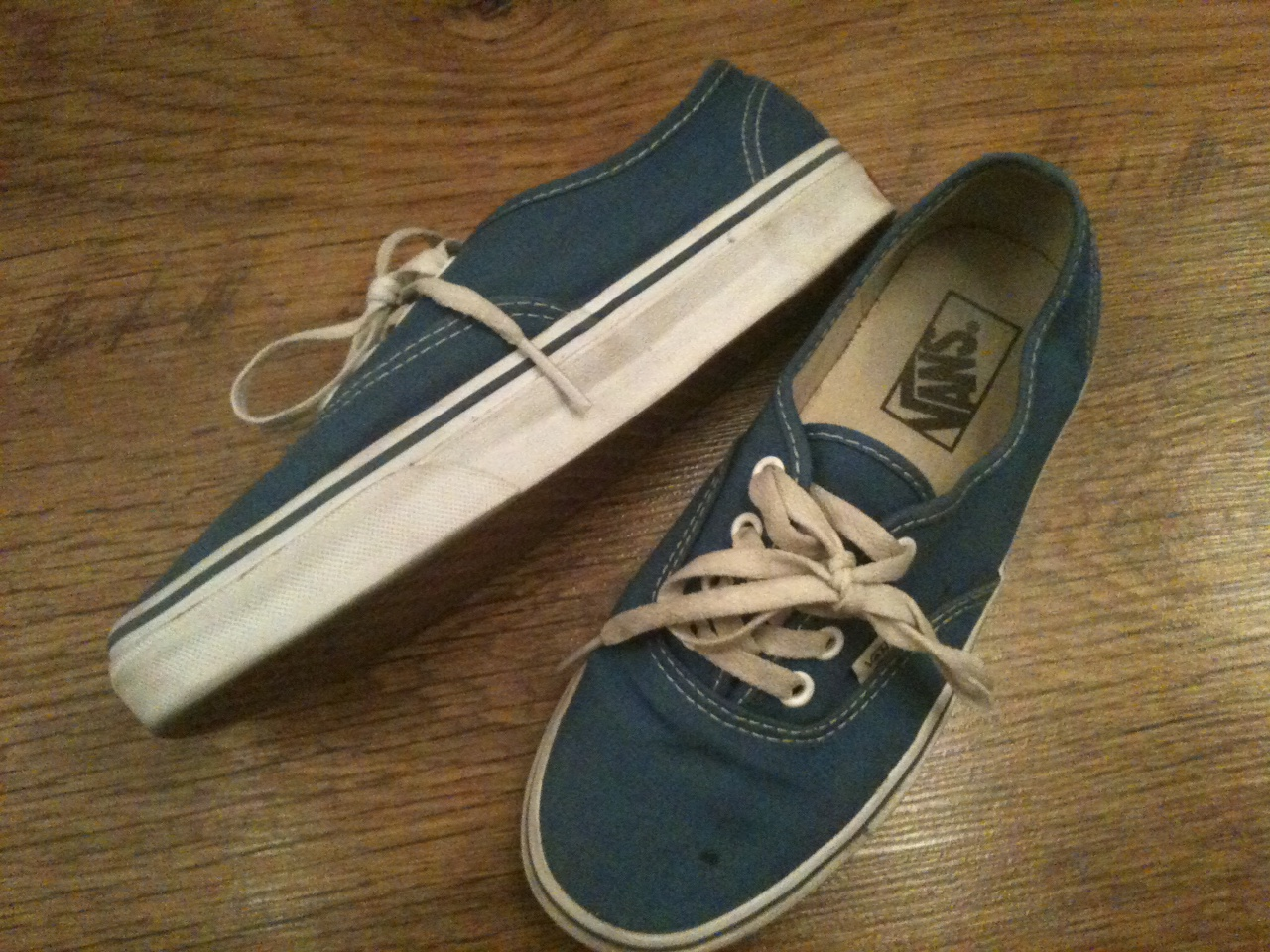
Un paio di Vans Authentic blu

Le Vans #44 Deck erano caratterizzate da una suola spessa il doppio di quella degli altri modelli dell'epoca, fabbricata in gomma vulcanizzata e dotata di un reticolato in stile "waffle". Questi elementi rendevano la calzatura particolarmente resistente e, nel contempo, aderente e antiscivolo – una caratteristica che iniziò ad attirare le attenzioni degli skater, da lungo in cerca di una scarpa che li potesse soddisfare. Le Vans #44 Deck, già negli anni settanta, erano divenute popolari tra gli skater di tutta la California. Negli anni ottanta, invece, vennero adottate dalla cultura punk, strettamente legata al panorama dello skateboard statunitense. Da lì, passarono presto alla cultura popolare.
La decisione di cambiare il nome di questo modello in "Authentic" avvenne solo nel 1976, dopo che Paul Van Doren aveva deciso di lasciare l'azienda. Secondo Elizabeth Semmelhack, curatrice del Bata Shoe Museum, molti preferiscono indossare le Converse e le Vans per via della loro autentica natura "anti-fashion". A suo parere, l'idea dietro alle Vans Authentic si fonderebbe proprio su questo concetto di "autenticità": "Le Vans hanno da sempre sperimentato queste idee. Non abbiamo bisogno di fronzoli o di altri dettagli superflui: abbiamo solamente bisogno di metterci le scarpe e andare a fare ciò che dobbiamo fare."

## Nello streetwear
Nel corso della storia dell'azienda vi sono state numerose collaborazioni di ogni genere, che hanno dato vita a modelli con i temi più disparati (e.g. Star Wars, Spongebob, Nintendo etc.). Di seguito sono elencate le collaborazioni con i grandi nomi della cultura hype, che hanno portato a design e colorway alternativi del modello Authentic.

### Vans Authentic x Supreme
Supreme è un noto marchio di abbigliamento statunitense. Fondato a New York nel 1994, la prima azienda in assoluto con cui ha collaborato è stata proprio la Vans: infatti, nel 1996, James Jebbia ha creato il design di tre Old Skool, dando così inizio a una proficua collaborazione pluriennale, che vedrà anche il restyling del modello Authentic.
Nel maggio del 2012, la Supreme ha annunciato una collaborazione con la Vans basata sulle zuppe Campbell's: i modelli che hanno subito questo restyling sono l'Authentic, la Sk8-Hi e l'Half Cab. La "Warhol Campbell's Soup Pack" è stata rilasciata in Europa e negli Stati Uniti d'America il 10 maggio. Il design del barattolo di zuppa della Campbell's è disposto e ripetuto a scacchiera sulla tomaia dei tre modelli di scarpe.
Il 14 giugno 2012 la Vans e la Supreme hanno rilasciato una nuova collaborazione, che vede quattro colorway diversi della Vans Authentic (blu, rosso, giallo e verde), accompagnato da un motivo a scacchiera nella parte posteriore della tomaia – un riferimento al celebre design che ha caratterizzato le Slip-On a partire dagli anni ottanta.
Nell'estate del 2012, Vans, Supreme e Comme des Garçons, una casa di moda giapponese, hanno messo sul mercato un design a righe che è stato adattato sulle silhouette della Sk8-Hi e dell'Authentic. I lacci e la suola sono bianchi, mentre la soletta interna riporta i loghi della Supreme e della linea Comme des Garçons "Shirt".
Nel 2014 ha avuto luogo una collaborazione tra Vans, Supreme e la rivista erotica Playboy, che ha visto il lancio di Vans Sk8-Hi e Authentic in quattro colori diversi (nero, bianco, bordeaux e verde) con il logo di Playboy (una testa stilizzata di coniglio) ripetuto per l'intera lunghezza della tomaia.
Nella primavera del 2015 un ulteriore restyling dell'Authentic ha fatto la sua comparsa in occasione di una collaborazione tra la Vans, la Supreme e la catena di fast food statunitense White Castle. Il logo di quest'ultima viene così aggiunto su modelli di Authentic bianche, insieme a Slip-On dello stesso colore e a Sk8-Hi nere.
Un nuovo modello Vans Authentic x Supreme è stato venduto nell'autunno del 2016 in tre colorway diversi (rosso, blu, nero), nel classico tema "Checkerboard" per commemorare il 50º anniversario della Vans. La "Fall 2016 Collection" include anche un restyling analogo del modello Vans Sk8-Hi.

### Vans Authentic x Kenzo
Kenzo è una casa di moda francese fondata dallo stilista giapponese Kenzō Takada nel 1970. La prima collaborazione tra le due imprese di streetwear è avvenuta nell'aprile del 2012, con una rivisitazione del modello Vans Era in sette colorazioni diverse.
Le Vans Authentic rivisitate da Kenzo hanno fatto la loro prima comparsa nell'estate dello stesso anno, con le serie "Stripes" (disponibile in tre colorazioni diverse), "Floral" (tre colorway caratterizzati da motivi floreali) e "Grapes" (tema basato sull'uva su sfondo bianco o nero).
Nel 2013 è stata lanciata la quarta collaborazione Vans Authentic x Kenzo, noto con il nome di "Clouded Leopard". Questi modelli Authentic e Slip-On sono disponibili in cinque colorazioni, ossia ocra, arancione, blu, verde e kaki. Le stampe sulla tomaia richiamano i colori della giungla asiatica.
Nell'autunno dello stesso anno è stata rilasciata un'ulteriore collezione: la "Lightning Bolt", che è costituita da due colorway del modello Authentic. La tomaia è caratterizzata da un pattern a zigzag che ricalca l'aspetto di un fulmine.

### Vans Authentic x Gosha Rubchinskiy
Gosha Rubchinskiy è uno stilista e fotografo russo, fondatore dell'eponimo marchio "Gosha Rubchinskiy" (in russo Гоша Рубчинский?). La collaborazione tra quest'ultimo e la Vans è iniziata nel 2015, con un restyling delle Vans Slip-On e, successivamente, del modello Sk8-Hi.
Lo stilista russo ha creato il suo design per l'Authentic l'anno successivo, nel 2016. La collaborazione vede il rilascio di tre colorazioni diverse, ossia nero, rosa e color acqua. La suola rimane nera in tutti e tre i colorway, così come il logo "Gosha Rubchinskiy", impresso sulla zona del tallone in caratteri cirillici color rosso.